# Salmeopsis
Salmeopsis là một chi thực vật có hoa trong họ Cúc (Asteraceae).

## Loài
Chi Salmeopsis gồm các loài: